# Ad impossibilia nemo tenetur
Ad impossibilia nemo tenetur è un brocardo latino che significa "Nessuno è tenuto alle cose impossibili". Presumibilmente è un precetto sorto già alle origini della civiltà giuridica di Roma antica, quale parte del primo insieme di leggi minime nate per regolare la convivenza civile. Tale massima fu ripresa nel Digesto (le Pandette) di Giustiniano. In italiano è sopravvissuto nella forma "Nessuno è tenuto/obbligato all'impossibile". Nel linguaggio comune la locuzione è usata per giustificare la mancata ottemperanza a un impegno assunto, dovuta a cause di forza maggiore. 

## La locuzione nel diritto
Tale espressione è tuttora usata quale massima giuridica a illustrazione sintetica del principio in base al quale, se il contenuto di un'obbligazione diventa oggettivamente impossibile da adempiere per la parte che la aveva assunta, l'obbligazione è nulla per cosiddetta impossibilità oggettiva. Tale prescrizione è ora normata nel diritto italiano dall'art. 1256 comma 1 del codice civile e seguenti, secondo il quale "l'obbligazione si estingue quando, per una causa non imputabile al debitore, la prestazione diventa impossibile".
Esso è tuttavia un principio di base del diritto e lo si ritrova pertanto in molti ordinamenti. Nel diritto civile svizzero, ad esempio, l'art. 119 cpv. 1 del Codice delle Obbligazioni prevede che l'obbligazione si ritiene estinta quando ne sia divenuto impossibile l'adempimento per circostanze non imputabili al debitore mentre è nulla ab initio se tale impossibilità sussisteva già al momento in cui l'obbligazione è stata assunta (art. 20 CO).

## Locuzioni simili
Del giurista Publio Giuvenzio Celso Tito Aufidio Enio Severiano, conosciuto anche come Celso il Giovane, è famosa la seguente citazione: Impossibilium nulla obligatio est, "Non v'è nessun obbligo nei confronti delle cose impossibili". Quintiliano invece riportava la norma greca Non tentanda quae effici omnino non possint, "Non bisogna tentare di fare ciò che non v'è assolutamente possibilità di fare".
Anche nella Grecia antica c'erano locuzioni con lo stesso concetto: per esempio μὴ ἐπιθυμεῖν ἀδυνάτων (traslitterato "mē epithumein adynatōn") "non aspirare a ciò che non si può ottenere", citazione di Chilone, testimoniata da Diogene Laerzio (1,70), oppure ἀδύνατα θηρᾷς (traslitterato  "adynata thēras"), "tenti cose impossibili", proverbio riportato da vari paremiografi.
Molte espressioni equivalenti si trovano nei versi 11620a, 32103, 32103a, 32104, 32109a, 32110a del poeta medievale Walther.